# O Ilusionista
O Ilusionista (em inglês:  The Illusionist) é um filme tcheco-estadunidense de 2006, dirigido por Neil Burger.

## Enredo
O filme começa In medias res em Viena, XIX, com a prisão do mágico Herr Eisenheim por necromancia. A história, então, volta no tempo para revelar a trajetória de Eisenheim.
Desde menino, Eisenheim é obcecado por magia. Ele se apaixona pela Duquesa Sophie von Teschen, mas são separados pela família dela. Anos depois, Eisenheim retorna a Viena como um ilusionista famoso e reencontra Sophie, agora noiva do príncipe-herdeiro Leopold. Eles reacendem o romance e planejam fugir.
Sophie tenta terminar com Leopold, mas é encontrada morta. Eisenheim suspeita de Leopold e, em seus shows, evoca o "espírito" de Sophie para acusar o príncipe. Ele é preso novamente, mas desaparece.
O inspetor-chefe Uhl presencia o suicídio de Leopold e, ao receber um livro de Eisenheim, percebe que o mágico orquestrou a morte de Sophie e o suicídio de Leopold para que pudesse fugir com a duquesa. O filme termina com Eisenheim se reunindo com Sophie.

## Elenco
| Ator              | Personagem                           |
| ----------------- | ------------------------------------ |
| Edward Norton     | Edward "Eisenheim" Abramovich        |
| Aaron Johnson     | Ilusionista jovem (Edward Eisenheim) |
| Paul Giamatti     | Inspetor-chefe Walter Uhl            |
| Jessica Biel      | Duquesa Sophie von Teschen           |
| Rufus Sewell      | Príncipe Leopold                     |
| Eddie Marsan      | Josef Fischer                        |
| Jake Wood         | Jurka                                |
| Eleanor Tomlinson | Sophie jovem                         |

## Recepção da crítica
The Illusionist tem recepção favorável por parte da crítica especializada. Com o Tomatometer de 74% em base de 187 críticas, o Rotten Tomatoes chegou ao consenso: "The Illusionist é uma cativante bem trabalhada história de mistério, magia e intriga que é certo para encantar, se não hipnotizar, o público". Por parte da audiência do site tem 83% de aprovação.